# Ian William Wrigglesworth, Baron Wrigglesworth

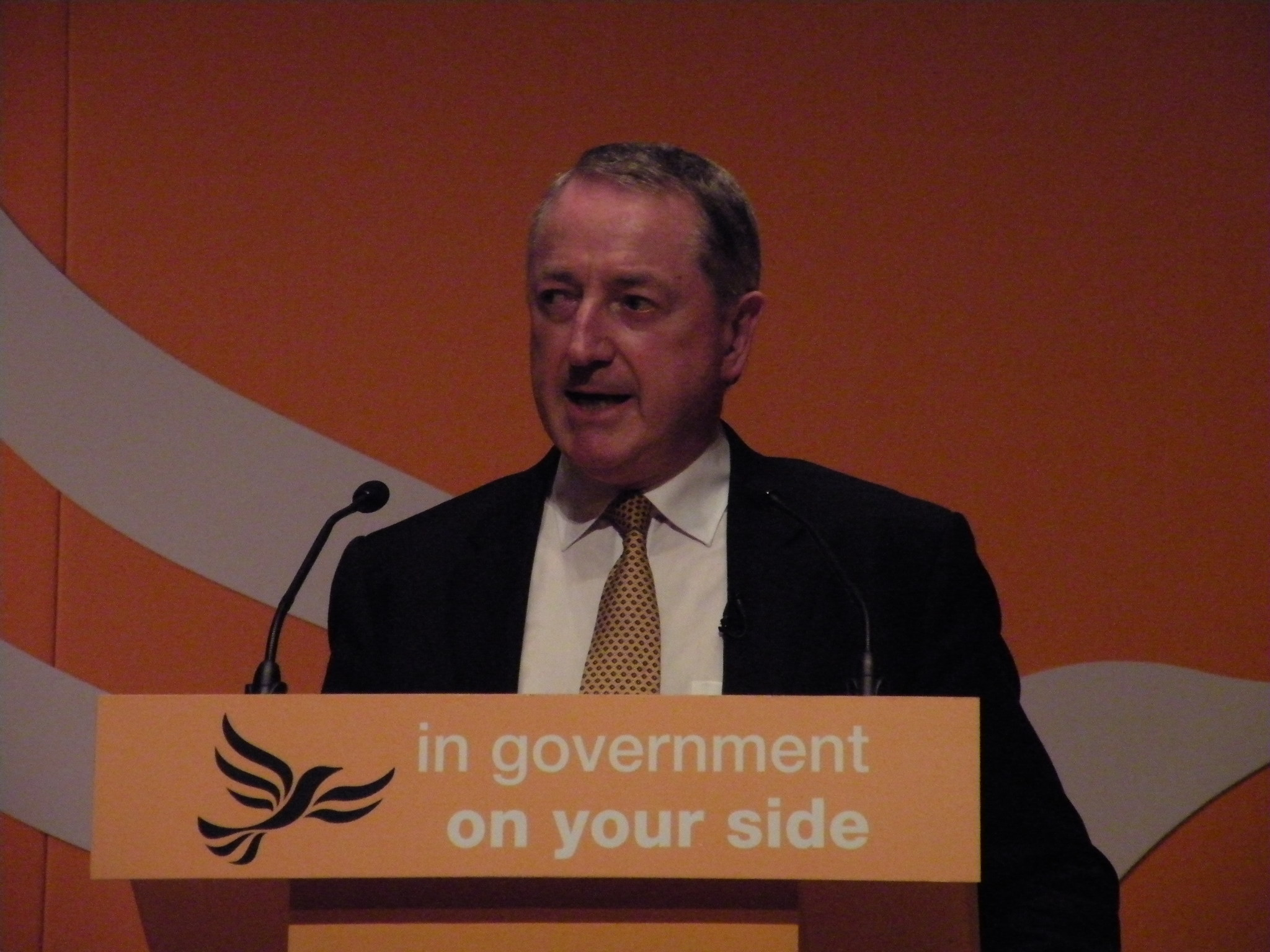
Ian Wrigglesworth

Ian William Wrigglesworth, Baron Wrigglesworth (* 8. Dezember 1939 in Stockton-on-Tees) ist ein britischer Politiker der Liberal Democrats, Life Peer und Schatzmeister seiner Partei.

## Leben und Karriere
Er wurde in Stockton-on-Tees geboren, wuchs in Norton-on-Tees auf und besuchte die Stockton Grammar School, das Stockton-Billingham Technical College und die University of St Mark & St John. 
Bevor er Abgeordneter wurde, war er bei der National Giro Bank tätig. Er begann seine berufliche Karriere in Middlesbrough bei der Midland Bank. Er war Vorsitzender der CBI in der Nordregion und war Gründungsvorsitzender des Northern Business Forum. Bis 2002 war er Deputy Chairman der Governors der University of Teesside (zuvor Middlesbrough Polytechnic).
Bis Februar 2012 war Wrigglesworth stellvertretender Vorsitzender (Deputy Chairman) des von Michael Heseltine geleiteten Regional Growth Fund Advisory Panel der Regierung, welches Angebote untersuchen sollte. Er ist Chief Executive eines Unternehmens in Gateshead und war Vorsitzender des Port of Tyne bis August 2012. Von 1995 bis Januar 2009 war er Executive Chairman von UK Land Estates und davor Executive Deputy Chairman der Livingston Group und Executive Director von dessen assoziierter Firma Fairfield Industries. Von 1996 bis 2000 war er Vorsitzender der Firma für Öffentlichkeitsarbeit, Prima Europe, und dann Vorsitzender von dessen Nachfolger, GPC, nachdem Prima von Omnicom aufgekauft wurde. Er war auch Non-executive Director einer Reihe von anderen privaten und öffentlichen Unternehmen.
Wrigglesworth war Gründungsvorsitzender der NewcastleGateshead Initiative, der privaten/öffentlichen Sektor-Partnerschaft verantwortlich für das Zielmarketing von Newcastle und Gateshead und ihre Kandidatur als Europäische Kulturhauptstadt 2008, wo sie aber Liverpool unterlag. Von 2005 bis 2009 war er Vorsitzender des Baltic Centre for Contemporary Art in Gateshead. Unter seinem Vorsitz wurden die Finanzen restrukturiert und die derzeitigen Lieferfirmen wurden ausgewählt. Er geriet in die Kritik für seine Rolle bei der Ernennung des kontroversen Direktors Peter Doroshenko und seine Aussage, dass der Unmut bei den Mitarbeitern gegen den Direktor „ein Sturm in einer Teetasse“ sei. Eine Reihe von umstrittenen Ausstellungen fand in dieser Zeit statt. Nach Doroshenkos Abgang war Wrigglesworth verantwortlich für die Ernennung des derzeitigen Direktors, Godfrey Wordsdale. Verhandlungen mit der Northumbria University wurden begonnen, was zur derzeitigen Partnerschaft beider Institutionen führte.

### Politische Karriere
Von 1974 bis 1981 war Wrigglesworth Abgeordneter der Labour Party für den Wahlkreis Thornaby in Teesside. Er war 1981 eines der Gründungsmitglieder der Social Democratic Party (SDP) und wurde von 1983 bis 1987 Abgeordneter dieser Partei für den Wahlkreis Stockton South. 1987 verlor er sein Mandat, er unterlag um 774 Stimmen Tim Devlin.
Kurz nachdem er ins Parlament gewählt worden war, war Wrigglesworth Gründungsmitglied der Manifesto Group und zusammen mit John Cartwright half er bei der Gründung der Campaign for Labour Victory unter der Führung von Bill Rodgers. Von 1974 bis 1979 war er Parliamentary Private Secretary des Home Secretary, the Rt Hon Roy Jenkins, und, als Labour 1979 in die Opposition zurückkehrte, wurde er von James Callaghan zum Schattenminister für den Öffentlichen Dienst ernannt. Dennoch wurde Wrigglesworth zunehmend unzufrieden mit der linken Ausrichtung und gehörte einer Gruppe an, die 1979 und 1980 über einen Austritt nachdachte. 1981 wurde er eines der Gründungsmitglieder der Social Democratic Party und zusammen mit Mike Thomas organisierte er im März 1981 deren Gründung. Bei der Unterhauswahl 1983 kehrten lediglich sechs Vertreter der SDP ins Unterhaus zurück. Er selbst gewann knapp seinen Wahlkreis. 
Nach dem Verschmelzen der SDP und der Liberal Party wurde er 1988 der erste Präsident der Liberal Democrats und war Vorsitzender der Liberal Democrat Trustees bis Februar 2012, als er Schatzmeister wurde. Er verblieb zwei Jahre im Amt. 1991 wurde er Knight Bachelor und, obwohl er aktiv in der Unternehmerschaft im Nordosten tätig war, behielt er seine Verbindung zur Partei bei. Bei der Frühjahrskonferenz seiner Partei 2012, abgehalten in The Sage Gateshead, wurde bekannt gegeben, dass Sir Ian das Amt des Schatzmeisters übernommen habe.
Im Dezember 2011 wurde er Ehrendoktor für Musik der Northumbria University und im Oktober 2012 Ehrendoktor für Betriebswirtschaft der Northumbria University.
Im August 2013 wurde seine Berufung ins House of Lords angekündigt. und am 5. September 2013 wurde er Life Peer als Baron Wrigglesworth, of Norton on Tees in the County of Durham.

### Familie
Er ist mit Tricia verheiratet, die Health Visitor ist. Zusammen haben sie zwei Söhne und eine Tochter.